# Тертероба
Тертероба е позната от руски и източни извори куманска династия.
Според Омелян Прицак Тертероба била династията в основата на куманската общност, управлявала тези номади докъм края на 11 век. После династията Тертероба е изместена от родовете Кай и Олберли, водещи със себе си нови маси от куманско население, но възстановила водещото си положение в лицето на знаменития хан Котян в навечерието на татарското нашествие. Вероятно Тертеровци са били в някаква степен потомци или близки роднини на този кумански владетел, убит от унгарски аристократи през 1241 г. Убийството му довело до бунт сред голяма част от куманите в Унгарското кралство и до идването им на територията на Второто българско царство.